# Alicia Kaye
Pour les articles homonymes, voir Kaye.
Alicia Kaye née le 7 octobre 1983 à Smithers, est une triathlète professionnelle américaine d'origine canadienne, multiple vainqueur de compétition Ironman 70.3.

## Biographie

### Jeunesse
Après avoir essayé de nombreux sports différents : danse, patinage artistique, gymnastique, baseball, football, athlétisme et natation, Alicia Kaye choisit à l'âge de 12 ans le triathlon, elle représente très vite le Canada dans les compétitions officielles des catégories jeunes. Elle finit 19e aux championnats du monde espoirs en 2005 à Gamagori au Japon.

### Carrière en triathlon
Elle remporte sa première course sur l'étape de Washington du circuit Ironman 5150 en 2011. Elle finit deuxième du championnat américain de ce circuit sur lequel elle remporte 20 000 dollasrs2014. Elle se lance la même année sur longues distances, où elle remporte trois Ironman 70.3 sur deux années. Au championnat du monde de la distance en 2015, elle prend la cinquième place. Elle effectue son premier Ironman en 2016 et finit septième à l'Ironman Texas pour son deuxième essai sur cette distance.

### Vie privée et professionnelle
Alicia Kaye est marié avec le triathlète américain Jarrod Shoemaker, elle est diplômée de psychologie du sport et a obtenu un master de conseil en gestion de l'effort en 2009.

## Palmarès
Le tableau présente les résultats les plus significatifs (podium) obtenus sur le circuit national et international de triathlon depuis 2007,.
| Année | Compétition                    | Pays       | Position           | Temps           | Nationalité sportive |
| ----- | ------------------------------ | ---------- | ------------------ | --------------- | -------------------- |
| 2019  | Ironman 70.3 Pucón             | Chili      | Médaille d'argent  | 4 h 36 min 2 s  |                      |
| 2018  | Ironman 70.3 Bariloche         | Argentine  | Médaille d'or      | 4 h 42 min 33 s |                      |
| 2018  | Ironman 70.3 Coqimbo           | Chili      | Médaille d'argent  | 4 h 32 min 55 s |                      |
| 2018  | Ironman 70.3 Waco              | États-Unis | Médaille d'argent  | 3 h 50 min 11 s |                      |
| 2018  | Challenge Daytona              | États-Unis | Médaille de bronze | 2 h 47 min 58 s |                      |
| 2017  | Ironman 70.3 Pucón             | Chili      | Médaille d'argent  | 4 h 32 min 38 s |                      |
| 2017  | Ironman 70.3 San Juan          | Porto Rico | Médaille d'or      | 4 h 18 min 4 s  |                      |
| 2016  | Ironman Lake Placid            | États-Unis | Médaille de bronze | 9 h 53 min 31 s |                      |
| 2015  | Ironman 70.3 Calgary           | Canada     | Médaille d'or      | 4 h 12 min 9 s  |                      |
| 2015  | Ironman 70.3 Boulder           | États-Unis | Médaille d'or      | 4 h 13 min 10 s |                      |
| 2015  | 5150 St. Anthony's Triathlon   | États-Unis | Médaille d'or      | 2 h 0 min 30 s  |                      |
| 2014  | Ironman 70.3 Muskoka           | Canada     | Médaille d'or      | 4 h 36 min 59 s |                      |
| 2014  | 5150 Tri Rock Philadelphia     | États-Unis | Médaille d'or      | 1 h 59 min 36 s |                      |
| 2013  | Life Time Tri Series Oceanside | États-Unis | Médaille d'or      | 1 h 58 min 34 s |                      |
| 2013  | Life Time Chicago Triathlon    | États-Unis | Médaille d'or      | 2 h 1 min 54 s  |                      |
| 2013  | 5150 Muskoka                   | Canada     | Médaille d'or      | 2 h 2 min 34 s  |                      |
| 2013  | 5150 St. Anthony's Triathlon   | États-Unis | Médaille d'or      | 2 h 1 min 54 s  |                      |
| 2012  | 5150 Muskoka                   | Canada     | Médaille d'or      | 2 h 7 min 13 s  |                      |
| 2012  | Memphis in May Triathlon       | États-Unis | Médaille d'or      | 2 h 3 min 16 s  |                      |
| 2011  | 5150 Washington                | États-Unis | Médaille d'or      | 1 h 4 min 15 s  |                      |
| 2007  | Championnat du Canada          | Canada     | Médaille de bronze | Timing          |                      |